# Bamora
Bamora là một thị trấn thống kê (census town) của quận Sagar thuộc bang Madhya Pradesh, Ấn Độ.

## Địa lý
Bamora có vị trí 24°05′B 78°05′Đ / 24,08°B 78,08°Đ Nó có độ cao trung bình là 398 mét (1305 foot).

## Nhân khẩu
Theo điều tra dân số năm 2001 của Ấn Độ, Bamora có dân số 7416 người. Phái nam chiếm 52% tổng số dân và phái nữ chiếm 48%. Bamora có tỷ lệ 69% biết đọc biết viết, cao hơn tỷ lệ trung bình toàn quốc là 59,5%: tỷ lệ cho phái nam là 77%, và tỷ lệ cho phái nữ là 60%. Tại Bamora, 14% dân số nhỏ hơn 6 tuổi.